# Clossiana gong
Clossiana gong är en fjärilsart som beskrevs av Charles Oberthür 1884. Clossiana gong ingår i släktet Clossiana och familjen praktfjärilar. Inga underarter finns listade i Catalogue of Life.